# Dorothy Jeakins

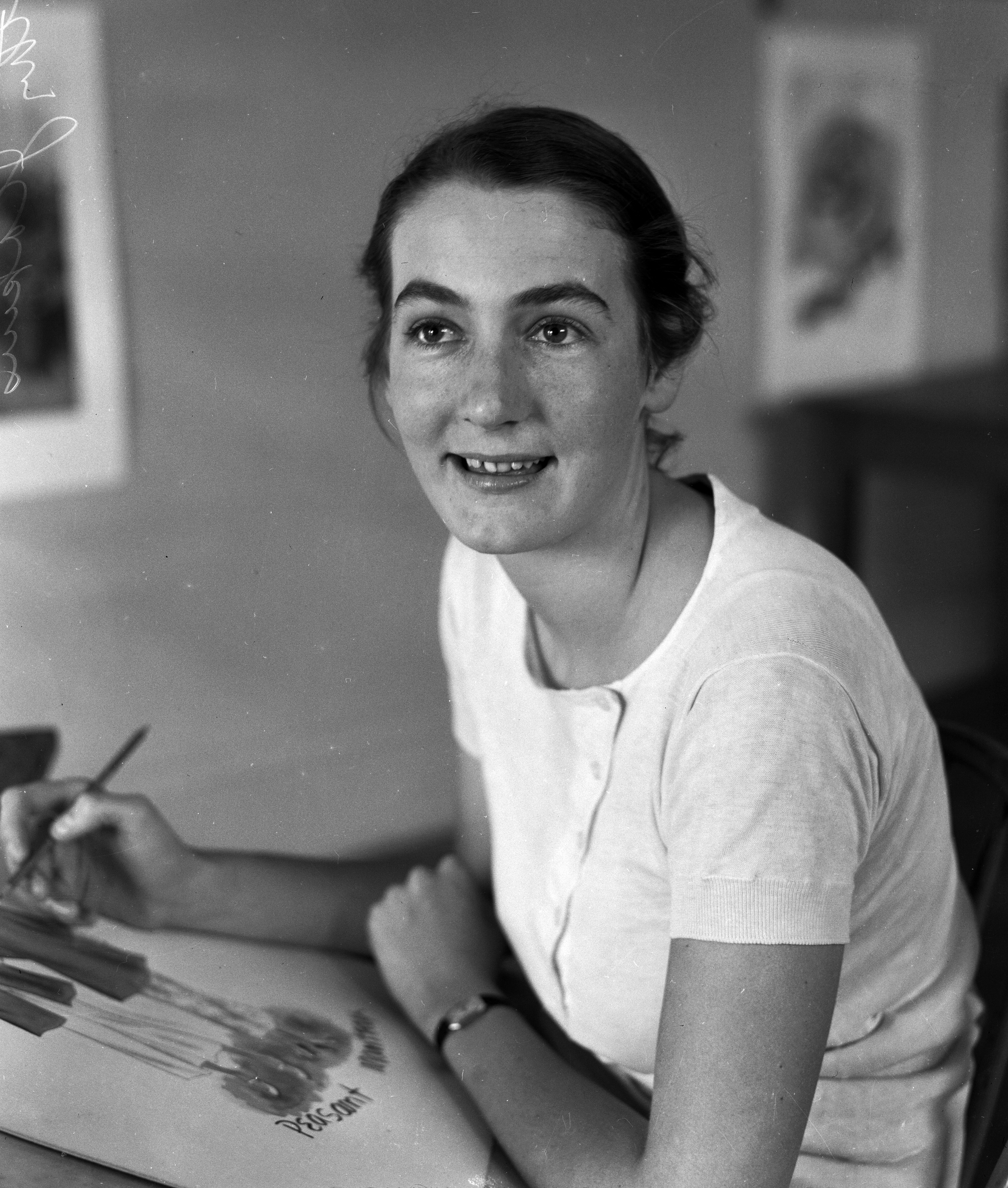
Dorothy Jeakins (1934)

Dorothy Jeakins (* 11. Januar 1914 in San Diego, Kalifornien; † 21. November 1995 in Santa Barbara, Kalifornien) war eine US-amerikanische Kostümbildnerin, die drei Mal den Oscar für das beste Kostümdesign erhielt.

## Leben
Dorothy Jeakins besuchte in San Diego als Kind eine der ersten Montessori-Schulen der Vereinigten Staaten und lernte dort lesen und schreiben, noch ehe sie sechs Jahre alt war. Später ging sie auf öffentliche Schulen in Los Angeles. An der dortigen Fairfax High School erhielt sie ein Stipendium für das Otis Art Institute (das spätere Otis College of Art and Design). Um sich ihr dreijähriges Kunststudium zu finanzieren, übernahm sie verschiedene Jobs als Illustratorin, etwa für die Planungskommission von Los Angeles.
Jeakins wurde Mitglied des Southern California Arts Project und fand eine erste feste Anstellung als Malerin in der Farbabteilung der Walt Disney Studios. Für die Firma I. Magnin entwickelte sie Modeentwürfe. Dort wurde der Filmregisseur Victor Fleming auf sie aufmerksam und verpflichtete sie für seinen nächsten Film Johanna von Orleans (1948).

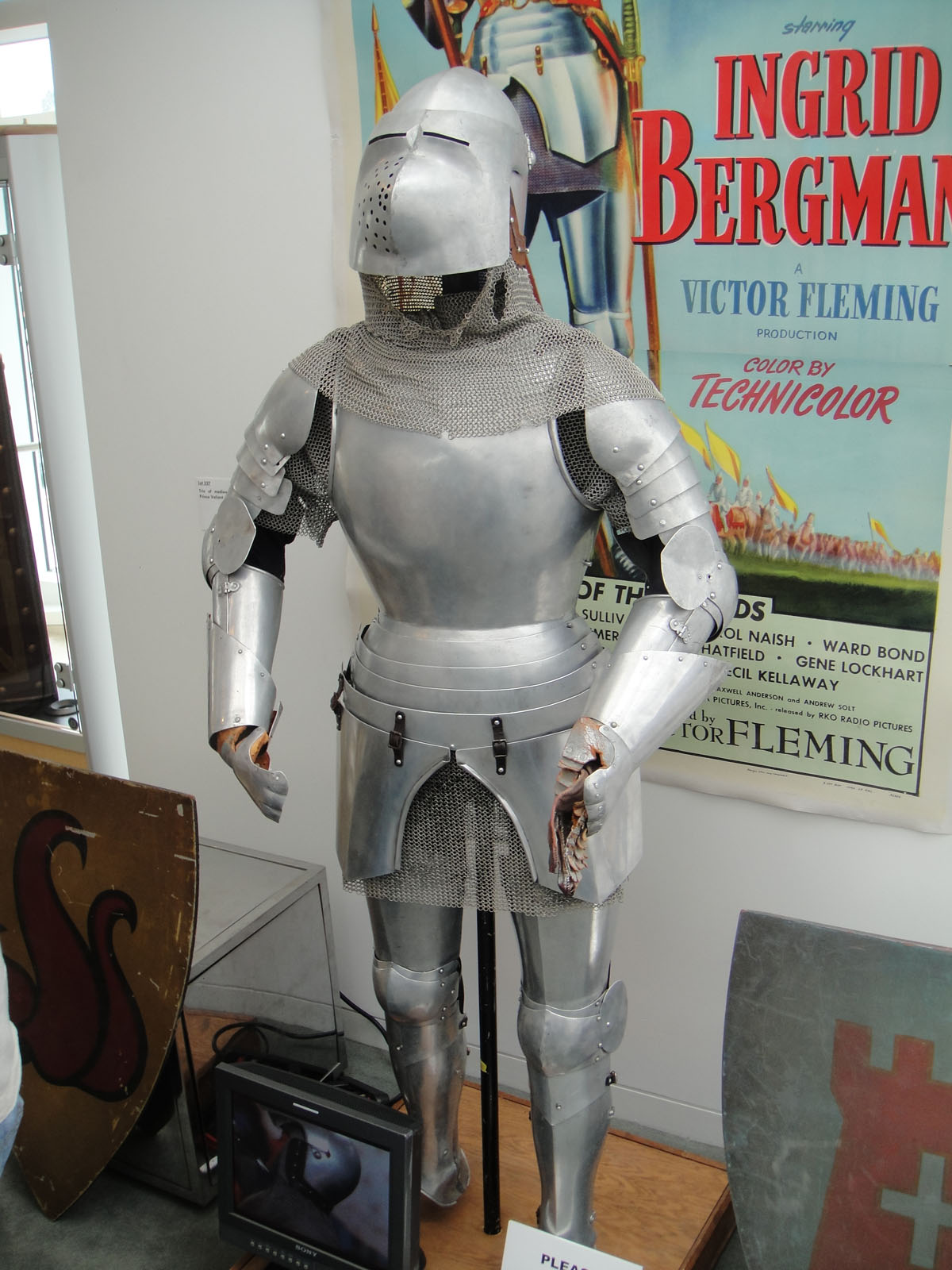
Kostüm für Ingrid Bergman im Film Johanna von Orleans (1948)

Gleich für Johanna von Orleans, ihre erste Arbeit als Kostümbildnerin, erhielt Jeakins zusammen mit Barbara Karinska bei der Oscarverleihung 1949 den Oscar für das beste Kostümdesign in einem Farbfilm. Ein zweiter Oscar für das beste Kostümdesign folgte 1951, als sie zusammen mit Edith Head, Eloise Jensson, Gile Steele und Gwen Wakeling für den Farbfilm Samson und Delilah (1949) von Cecil B. DeMille ausgezeichnet wurde. Dorothy Jeakins entwarf auch in den folgenden Jahrzehnten Kostüme für besonders viele Kostüm- und Historienfilme, doch auch für Filme, die in der Gegenwart spielten, trat sie als Kostümbildnerin in Erscheinung.
Bei der Oscarverleihung 1953 war sie gleich für zwei Oscars nominiert: Zum einen zusammen mit Edith Head und Miles White für die Kostüme in dem Farbfilm Die größte Schau der Welt (1952) von DeMille, andererseits gemeinsam mit Charles Le Maire für den Schwarzweißfilm Meine Cousine Rachel (1952) von Henry Koster. Bei der Oscarverleihung 1957 folgte zusammen mit Edith Head, Ralph Jester, John Jensen und Arnold Friberg eine weitere Nominierung für DeMilles Farbfilm Die zehn Gebote (1956). Im Anschluss war sie drei Mal für den Tony Award in der Kategorie Bestes Kostümdesign für die Broadway-Stücke Major Barbara (1957), Too Late The Phalarope (1957) sowie The World of Suzie Wong (1959) nominiert.
Weitere Oscarnominierungen folgten 1962 für den Schwarzweißfilm Infam (1961) von William Wyler und 1963 für den Farbfilm Music Man (1961) von Morton DaCosta. Bei der Oscarverleihung 1965 erhielt sie schließlich für den Schwarzweißfilm Die Nacht des Leguan (1964) von John Huston ihren dritten Oscar. Danach folgten weitere Oscarnominierungen für das beste Kostümdesign bei der Oscarverleihung 1966 für den Farbfilm Meine Lieder – meine Träume (1965) von Robert Wise, 1967 für den Farbfilm Hawaii (1966) von George Roy Hill sowie 1974 zusammen mit Moss Mabry für So wie wir waren (1973) von Sydney Pollack.
Nachdem sie 1987 auch den Women in Film Crystal Award erhalten hatte, wurde sie zuletzt bei der Oscarverleihung 1988 für den Oscar in der Kategorie Bestes Kostümdesign für The Dead – Die Toten (1987), der letzten Regiearbeit von John Huston, nominiert. Für diesen Film hatte Regisseur John Huston sie persönlich überzeugen können, noch einmal aus ihrem Ruhestand zurückzukehren. Neben ihren Entwürfen für Film und Theater war Jeakins ab 1967 auch Kuratorin der Mode- und Textilabteilung des Los Angeles County Museum of Art.

## Filmografie (Auswahl)
- 1948: Johanna von Orleans (Joan of Arc)
- 1949: Samson und Delilah (Samson and Delilah)
- 1950: Der letzte Musketier (Cyrano de Bergerac)
- 1952: Die größte Schau der Welt (The Greatest Show on Earth)
- 1952: Die Legion der Verdammten (Les Misérables)
- 1952: Meine Cousine Rachel (My Cousin Rachel)
- 1952: Im Dutzend heiratsfähig (Belles on Their Toes)
- 1952: The Big Sky – Der weite Himmel (The Big Sky)
- 1952: Liebe, Pauken und Trompeten (Stars and Stripes Forever)
- 1952: Lockruf der Wildnis (Lure of the Wilderness)
- 1952: Die Frau des Banditen (The Outcasts of Poker Flat)
- 1953: Niagara
- 1953: Das Höllenriff (Beneath the 12-Mile Riff)
- 1953: Verhängnisvolle Spuren (Inferno)
- 1953: Der Untergang der Titanic (Titanic)
- 1954: Drei Münzen im Brunnen (Three Coins in the Fountain)
- 1956: Die zehn Gebote (The Ten Commandments)
- 1956: Lockende Versuchung (Friendly Persuasion)
- 1958: South Pacific
- 1959: Tropenglut (Green Mansions)
- 1960: Elmer Gantry
- 1960: Denen man nicht vergibt (The Unforgiven)
- 1960: Machen wir’s in Liebe (Let's Make Love)
- 1961: Misfits – Nicht gesellschaftsfähig (The Misfits)
- 1961: Infam (The Children's Hour)
- 1962: Music Man (The Music Man)
- 1962: Mein Bruder, ein Lump (All Fall Down)
- 1964: Der Kandidat (The Best Man)
- 1964: Operation Pazifik (Ensign Pulver)
- 1964: Die Nacht des Leguan (The Night of the Iguana)
- 1965: Meine Lieder – meine Träume (The Sound of Music)
- 1966: Hawaii
- 1967: Spiegelbild im goldenen Auge (Reflections in a Golen Eye)
- 1967: Der tolle Mr. Flim-Flam (Flim-Flam-Man)
- 1968: Der goldene Regenbogen (Finian's Rainbow)
- 1968: Ein Mann wie Hiob (The Fixer)
- 1968: Der große Schweiger (The Stalking Moon)
- 1969: Der Marshal (True Grit)
- 1970: Little Big Man
- 1970: Verflucht bis zum jüngsten Tag (The Molly Maguires)
- 1971: Fat City
- 1972: Auf leisen Sohlen kommt der Tod (Fuzz)
- 1973: So wie wir waren (The Way We Were)
- 1973: The Iceman Cometh
- 1974: Yakuza
- 1974: Frankenstein Junior
- 1975: Die Hindenburg (The Hindenburg)
- 1977: Audrey Rose – das Mädchen aus dem Jenseits (Audrey Rose)
- 1979: Ein Mann räumt auf (Love and Bullets)
- 1979: Die Bullen von Dallas (North Dallas Forty)
- 1981: Wenn der Postmann zweimal klingelt (The Postman Always Rings Twice)
- 1981: Am goldenen See (On Golden Pond)
- 1987: Die Toten (The Dead)